# 哈伯序列
哈伯序列是哈伯在1926年提出的星系型態分類法，由於它的圖形表示法很像音叉的形狀，所以也稱為哈伯音叉圖。 

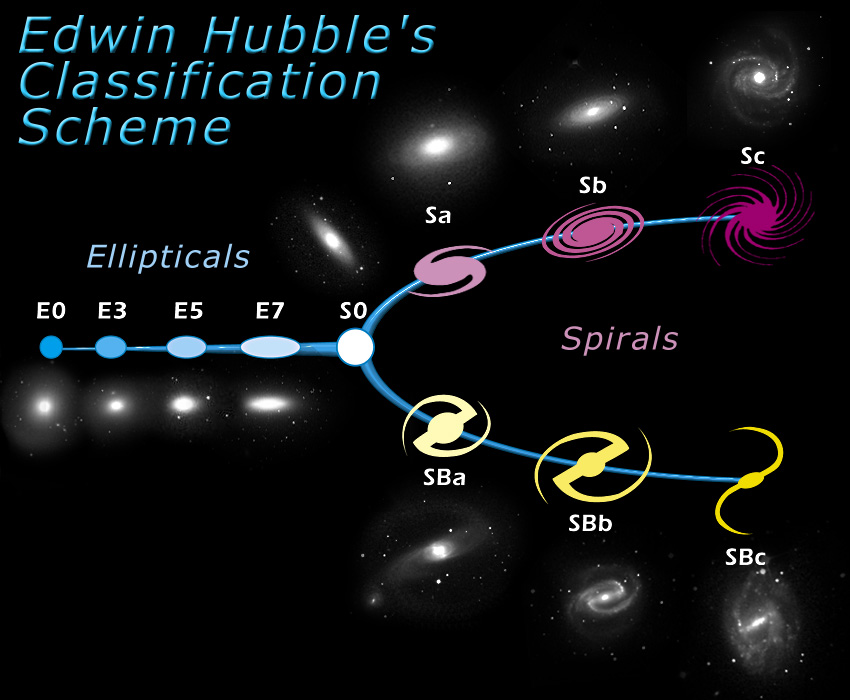
哈伯序列的音叉圖。

哈伯的系統建立在目視觀測（原始的攝影乾片）的基礎上，將大部分的星系分為三類－ 橢圓星系、透鏡星系和螺旋星系，第四類則是看起來形狀不規則的不規則星系。直至今日，無論是專業的天文研究還是業餘天文學的觀測，哈伯序列仍是最常用的星系分類法。

## 星系分類

### 橢圓星系

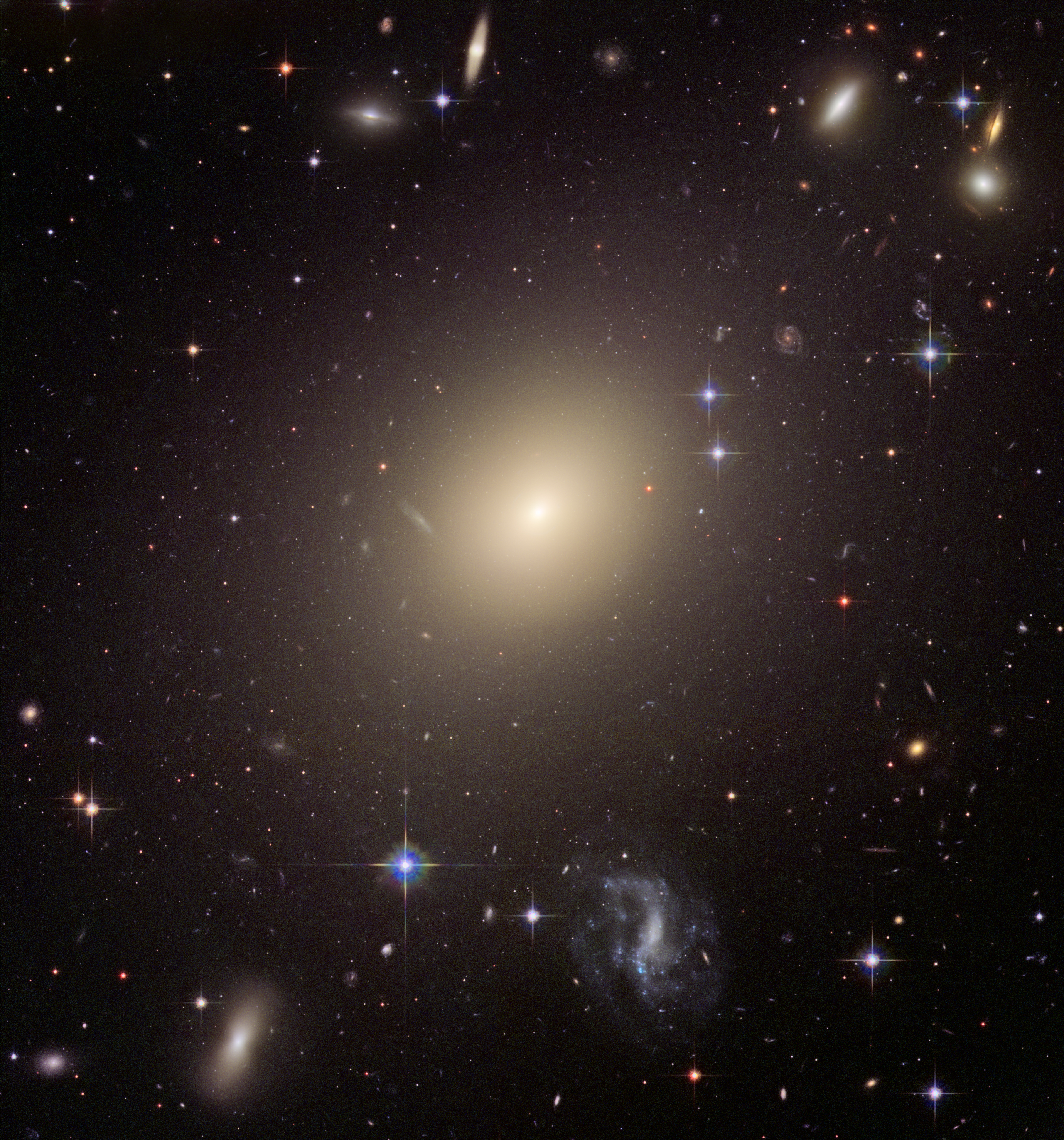
巨大的橢圓星系：ESO 325-G004。

在哈伯序列的左側（在感覺上都是用繪圖來顯示）是橢圓星系。橢圓星系在照片上呈現的都是光滑、沒有特徵的光度分佈和橢圓形的外觀。它們以字母E，伴隨著一個數字{\displaystyle n}來標示它們在天空中呈現的橢率。在習慣上，{\displaystyle n}是橢率的十分法中最接近的整數，而橢率的定義是{\displaystyle {\begin{matrix}e=1-{\frac {b}{a}}\end{matrix}}}。每一個橢圓都有長軸和短軸，相對的長度分別是{\displaystyle a}和{\displaystyle b}
。在哈伯序列圖中，橢率由左至右遞增，接近圓形的橢圓星系（橢率為E0）在圖的最左邊。要注意的重點是，星系的橢率只是真實的三度空間在天球上的投影，與真實的形狀只有間接的關係（例如，一個平坦的，像是鐵餅形狀的星系，如果從正面觀察會是一個圓形，但以不同的傾斜角度觀察就會成為不同橢率的橢圓）。在觀測上，最扁平的橢圓星系橢率e=0.7（標示為E7）。這與真實的橢球體結構是一致的，而不僅是因為觀測的角度所造成的橢率。
橢圓星系的例子有：M49、M59、M60、M87和NGC 4125。

### 螺旋星系

風車星系（M101/NGC 5457）：在哈伯序列的類型為Scd的螺旋星系。

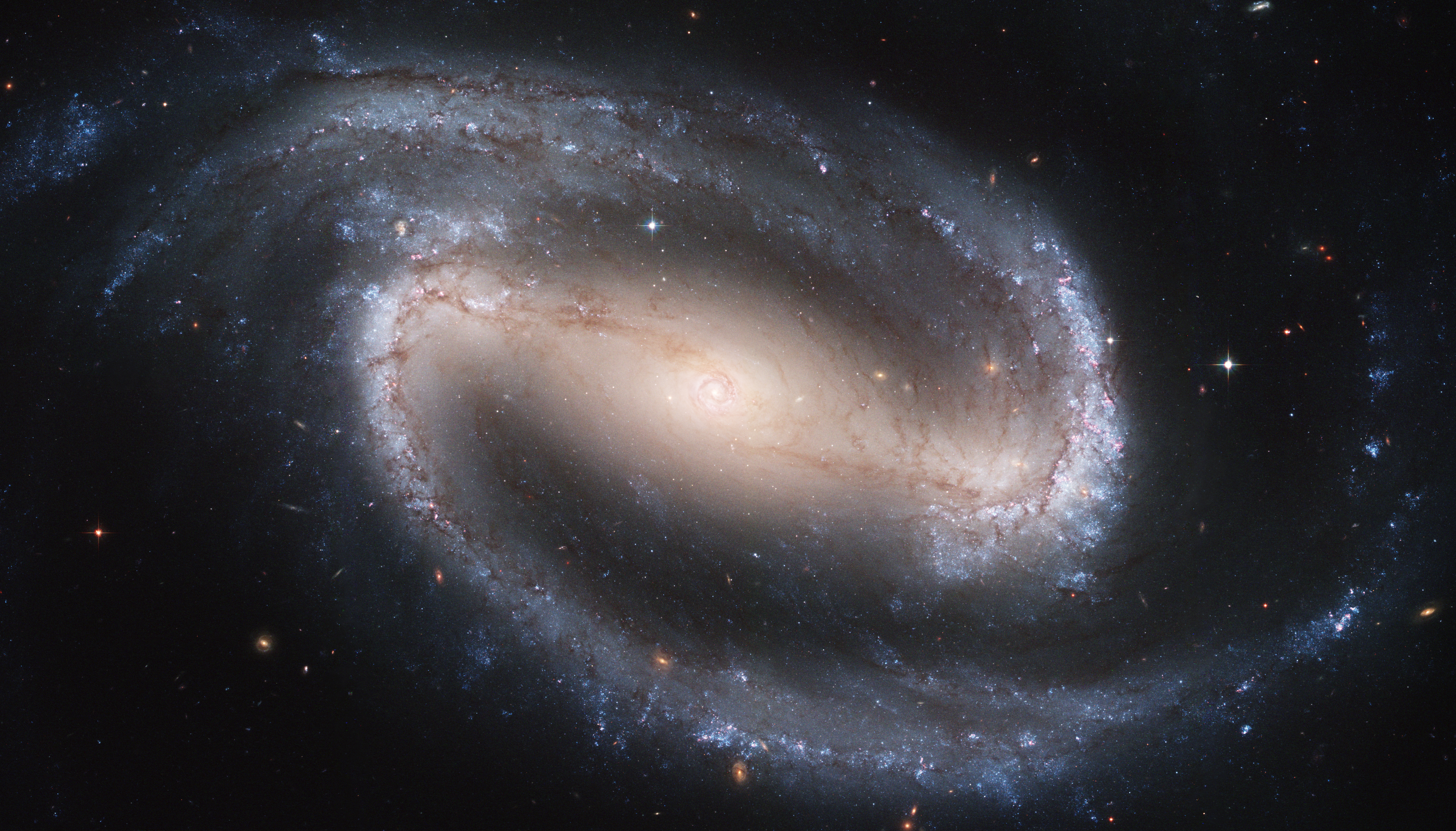
棒旋星系NGC 1300：分類為SBbc。

在哈伯序列圖右邊的螺旋星系有兩條平行的分支。螺旋星系有平坦的碟型和由恆星組成的螺旋臂結構（通常是兩條旋臂），並且在中央有恆星聚集而凸起的核球。在全部的螺旋星系中，大約有一半的螺旋星系被觀測到類似棒狀的結構，由中央的核心延伸而出，其末端則是旋臂開始之處。在音叉圖中，正規的螺旋星系是在上面的分支，以字母S來標示；在下端的分支是有短棒結構的螺旋星系，也稱為棒旋星系，以字母SB標示。這兩類螺旋星系都根據它們旋臂的結構再進一步的被細分。這些成員的細分是再增加一個小寫字母，依序表示這些類型如下：
- Sa (SBa) –旋臂緊繞和平滑，有巨大與明亮的核心。
- Sb (SBb) –旋臂緊繞度的程度不如Sa（SBa），核心有些較暗淡。
- Sc (SBc) –旋臂鬆散，可以清楚的分辨星雲和星團；核心更小也更暗淡。

哈伯序列的螺旋星系原先只細分出三項，熱拉爾·佛科留斯加入了第四項：
- Sd (SBd) –旋臂非常鬆散，甚至殘缺不全或不連續，大部分的亮度來自旋臂而不是核心。

雖然是更嚴謹的佛科留斯系統的一部份，Sd經常也被歸類在哈伯序列中。基本的分類法也可以擴展使能做出更細膩的分類，例如介於兩項之間的螺旋星系，可以使用兩個小寫字母來標示，像是Sbc就是形狀介於Sb和Sc之間的螺旋星系。
我們的銀河系已經被證實是棒旋星系，一般都被分類為SBb。但是，這樣的分類仍有些不確定性，因為我們只是從一個方向觀察我們的星系，而不知道從外部觀測時會看到怎樣的形狀。
正規螺旋星系的例子有：M31、M47、M81、M104（闊邊帽星系）、M51a（渦狀星系）、NGC 300和NGC 772。
棒旋星系的例子有：M91、M95、NGC 1097、NGC 1300、NGC 1672、NGC 2536、NGC 2903。

### 透鏡星系

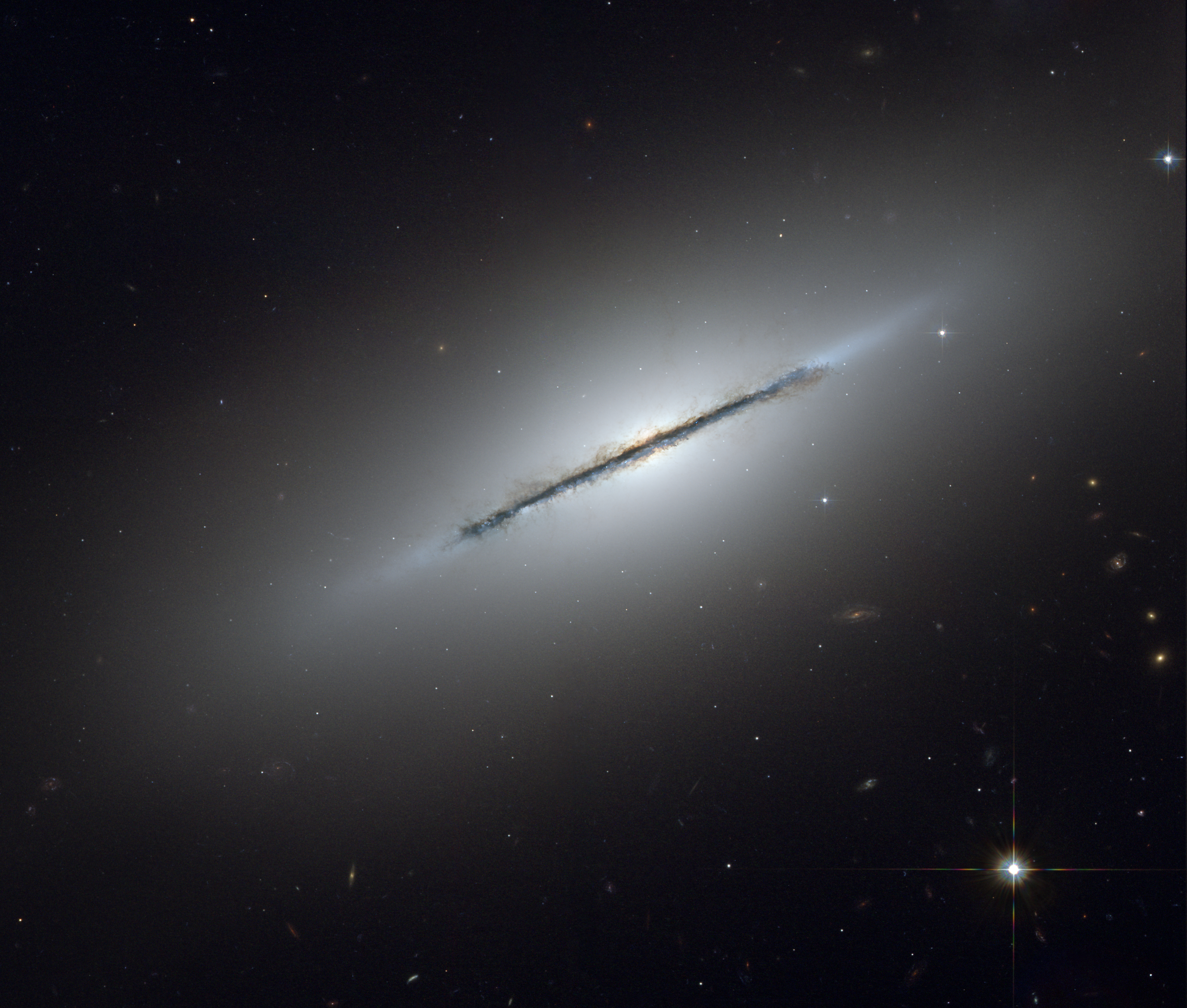
紡錘星系是在天龍座內有一條塵埃帶凸起的透鏡星系。

在哈伯音叉的中間，兩條螺旋星系的分支與橢圓星系交會之處，是介於中間的透鏡星系，標示為S0。這一類星系有明亮的核球，類似前述的橢圓星系，但有延伸的碟狀結構環繞著。不同於螺旋星系的是透鏡星系的星系盤沒有可看見的螺旋結構，也沒有有意義的恆星形成活動。星系核通常就是透鏡星系主要的光源。正面對著的透鏡星系與E0的橢圓星系很難區分，所以很多的分類是不確定的。當觀察側面時，有時可以看見凸出的塵埃帶，會吸收來自星系盤的光線。
在哈伯序列分類剛被推出時，透鏡星系還完全是被假設存在的星系。哈伯相信在極度平坦的橢圓星系和螺旋星系之間應該有一個中間的階段。不久，觀測上（哈伯本人和其他的觀測者）就證實哈伯的想法是正確的，哈伯序列中的S0就被亞倫·山度基正式的加入了哈伯序列中。
透鏡星系和螺旋星系曾經被合併在一起，統稱為圓盤星系。
透鏡星系的例子有：M85、M86、NGC 1316、NGC 2787、NGC 5866（紡錘星系）、半人馬座A。

### 不規則星系

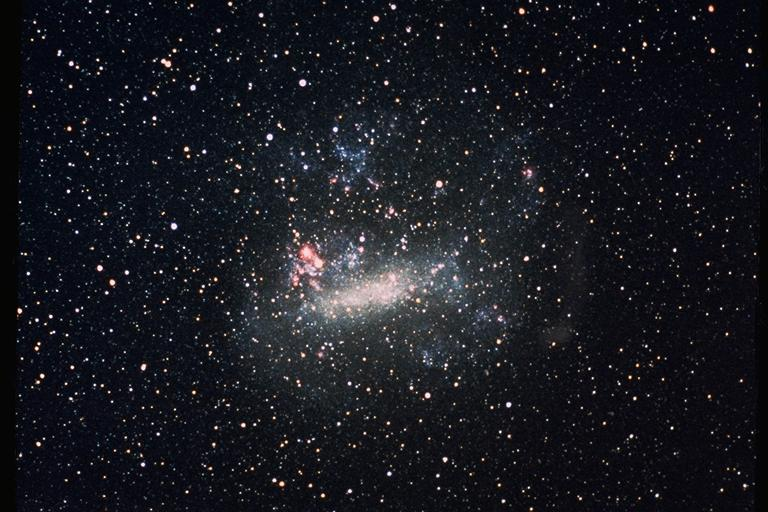
大麥哲倫星系（LMC）是一個矮不規則星系。

有些星系因為沒有規律的結構（既不是橢圓也不是碟狀），因此未能歸類在哈伯序列的分類中，就都歸類為不規則星系。哈伯定義了兩種不規則星系：
- Irr I：星系的外觀不對稱，並且缺乏中央的核心或明顯的螺旋結構；取代的是只有年輕的恆星各自集結成團。
- Irr II：星系是平滑的，但是外觀不對稱，並且不能清楚的分辨出恆星或是恆星的集團。

佛科留斯在擴展哈伯序列時，將Irr I星系稱為麥哲倫型不規則星系。在麥哲倫雲－ 銀河系的兩個衛星星系，哈伯系列的分類是Irr I－被發現有微弱的螺旋結構之後，佛科留斯進一步將不規則星系分為大麥哲倫雲的類型中，像大麥哲倫雲的，會顯示出一些螺旋的結構（會被標示為Sm），而沒有明顯可分辨的結構，像是小麥哲倫雲（標示為Im）。在擴展後的哈伯序列中，像麥哲倫型的不規則星系通常安置在哈伯音叉的螺旋星系分支的末端。 
不規則星系的例子有：M82、NGC 1427A、大麥哲倫雲、小麥哲倫雲。

## 物理意義
哈伯序列最初曾企圖設定出星系演化之路是從橢圓星系經由透鏡星系，然後成為螺旋星系或棒旋星系。因此，橢圓星系和透鏡星系經常被稱為“早期”星系，而螺旋星系和不規則星系則常被稱為“晚期”星系。然而這張演化圖看來上仍有其重要性，盤面和旋臂是許多年輕恆星的家，也是恆星形成的活躍區域，而橢圓星系都是老年恆星的族群。事實上，現在的證據有相反的看法：早期的宇宙看來是由螺旋星系和不規則星系控制的。在目前偏重的星系形成圖片是：現在存在的橢圓星系是由早期的星系合併而成的。透鏡星系也許是由螺旋星系演變而成的，它的氣體被剝離，而留下來的未能繼續的形成恆星。

## 缺點
對哈伯序列的主要批評是這種的星系分類是主觀的分類，不同的觀測者對同一個星系會有不同的分類（即使是熟練的觀測者在分類時也會在兩個哈伯類型之間難以抉擇）。不同的分類標準也可能互相的分歧：例如，一個星系以核球為主，則通常很難與鬆散的旋臂緊密的組合在一起。對哈伯序列的另一個批評是分類是建立在二維的圖像上，因此分類與真實的物理性質沒有直接的關連性。特別是，問題在指向性上的效應特別顯著（同一個的星系從正面看與相對的從側面看會有很大的不同），因為視覺的分類對遙遠或暗弱的星系是較不可靠的，而且星系的外觀也會因為使用的波長不同而改變。不過，在星系天文學中還是普遍的使用哈伯序列來分類，並且從哈伯分類還是可以知道與星系相關的許多適當的物理性質，像是（恆星的）光度、顏色、質量，以及恆星的形成率等等.。

## 外部連結
- Galaxies and the Universe（页面存档备份，存于） - an introduction to galaxy classification
- Near-Infrared Galaxy Morphology AtlasArchive.today的存檔，存档日期2012-08-02, T.H. Jarrett
- The Spitzer Infrared Nearby Galaxies Survey (SINGS) Hubble Tuning-Fork, SINGSArchive.today的存檔，存档日期2012-12-05 Spitzer Space Telescope Legacy Science Project